# Fijación Oral Vol. 1
Fijación Oral vol. 1 (magyarul: Orális fixáció) Shakira nyolcadik stúdióalbuma. Ez az első spanyol nyelvű albuma az 1998-ban megjelent ¿Dónde están los ladrones? óta. Számos díjat nyert világszerte, többek között 5 Latin Grammy-díjat és egy Grammy-t. A lemez 8 millió példányban talált gazdára, és még mai napig tartja a „legmagasabban debütált spanyol nyelvű album” rekordját az USA-ban.
Az album dalait 2006 nyarától 2007 nyaráig vitte színpadra az Oral Fixation Tour (spanyolul La Gira Fijación Oral) keretében.

## Album információ
Az album 2005. június 3-án jelent meg először Írországban, másnap Európában, majd június 7-én az USA-ban is kiadásra került.
Ez Shakira első stúdióalbuma a 2001-es Laundry Service óta, és az első spanyol nyelvű albuma az 1998-ban megjelent ¿Dónde están los ladrones? óta. Az albumról öt kislemezt adta ki. Az első kislemez, a La Tortura első helyezett volt 13 országban és szintén első helyezett az USA Billboard's Hot Latin Track listáján 25 hétig (!). Ezzel Shakira ismét rekordot döntött. A második kislemez a No volt, ami 6 országban lett első. A harmadik kislemez a Dia de Enero szintén 6 országban vezette a listákat, Mexikóban egész pontosan 8 hétig volt az első helyen. A negyedik kislemez, La pared listavezető volt Spanyolországban és Argentínában, míg az utolsó maxi az albumról a Las De La Intuición 9 országban vezette a listákat.
Az énekesnőt sokat piszkálták az album címe miatt, mert szexuális tartalmúnak vélték. Shakira kénytelen volt sajtótájékoztatót adni, hogy tisztázza a félreértéseket. „Az album címe onnan jött, hogy egyszer elgondolkodtam rajta, hogy mennyi dolgot csinálunk a szánkkal. Úgy éreztem, hogy ezt valahogy meg kell örökítenem” – magyarázta az énekesnő. „Ezzel fedezzük fel a legjobb érzéseket a világon. Imádok csokit enni, kimondani a szavakat, leírni a szavakat, dolgok, amiket kimondtam és amiket soha sem mondtam ki, ezek mind mind nagyon gyümölcsöző dolgok. Ezért is neveztem el az albumot Fijación Oral Vol. 1-nak.”
Az album borítója művészileg is kiemelkedő. A lemez borítója a reneszánszt idézi fel. A Fijación Oral vol. 1 borítóján Shakira egy babát tart a kezében.

## Listák, szereplések
A Fijación Oral Vol. 1 a Billboard 200-as listáján a negyedik helyen nyitott 2005. június 15-én. Ez volt a legmagasabb debütálás a spanyol nyelvű albumok között, az első héten 157 ezer példányt adtak el belőle. Az első olyan spanyol lemez, amelyből több mint 100 ezer példány kelt el egy hét alatt az USA-ban. Pár órával a megjelenése után Venezuelában platina, Kolumbiában tripla platinalemez lett. Mexikóban egy nap alatt megvásárolták az összes lemezt, ami a polcokra került. Az első spanyol nyelvű album, ami első helyezést ért el a Német album listán. Shakira lemeze három nap alatt több mint 1 millió példányban kelt el, és világszerte a legtöbb példányszámban eladott spanyol lemez.

### Album
| Év   | Lista                                  | Legmagasabb hely (album státusz) | Eladások  |
| ---- | -------------------------------------- | -------------------------------- | --------- |
| 2005 | Billboard 200                          | #4 (Platinalemez)                | 1.000.000 |
| 2005 | Top Internet Albums                    | #1                               |           |
| 2005 | Top Latin Albums                       | #1                               |           |
| 2005 | Top R&B/Hip Hop Albums                 | #68                              |           |
| 2005 | Kanadai lemezeladási lista             | #5 (Aranylemez)                  | 50,000    |
| 2005 | Ausztriai Top 75                       | #2 (Aranylemez)                  | 15,000    |
| 2005 | Holland Top 75                         | #8 (Platinalemez)                | 80,000    |
| 2005 | Spanyol Top 100                        | #1 (2x Platinalemez)             | 200.000   |
| 2005 | Olasz lemezeladási lista               | #_ (Aranylemez)                  | 60.000    |
| 2005 | Német lemezeladási lista               | #1 (Platinalemez)                | 230.000   |
| 2005 | Francia Top 200                        | #6 (Aranylemez)                  | 100,000   |
| 2005 | Finn Top 40                            | #3                               |           |
| 2005 | Svég Top 60                            | #14                              |           |
| 2005 | Svájci Top 100                         | #2 (Platinalemez)                | 40,000    |
| 2005 | Mexikói lemezeladási lista             | #1 (4x Platinalemez)             | 400,000   |
| 2005 | Argentin lemezeladási lista            | #1 (4x Platinalemez)             | 400.000   |
| 2005 | Chilei lemezeladási lista              | #1 (2x Platinalemez)             | 40.000    |
| 2005 | Kolumbiai lemezeladási lista           | #1 (5x Platinalemez)             | 500.000   |
| 2005 | Görög idegen nyelvű lemezeladási lista | #1 (Aranylemez)                  | 10,000    |

### Kislemezek
| Év   | Kislemez     | Lista                  | Legmagasabb elért hely |
| ---- | ------------ | ---------------------- | ---------------------- |
| 2005 | La Tortura   | Billboard Hot 100      | #23                    |
| 2005 | La Tortura   | Top Latin Songs        | #1 (25 weeks)          |
| 2005 | La Tortura   | Top Kanadai Kislemezek | #21                    |
| 2005 | No           | Billboard Hot 100      | #99                    |
| 2005 | No           | Top Latin Songs        | #11                    |
| 2005 | No           | Top Kanadai Kislemezek | #92                    |
| 2006 | Día de Enero | Bubbling Under Singles | #2*                    |
| 2006 | Día de Enero | Top Latin Songs        | #29*                   |